# Samuel Walters
Samuel Walters (* 1. November 1811 in London; † 5. März 1882 in Liverpool) war der bedeutendste britische Marinemaler in der bedeutendsten Hafenstadt Großbritanniens seiner Zeit.

## Leben
Samuel Walters ist der Sohn von Miles Walters (1773–1855), einem Handwerksmeister und Marinemaler, der aus Ilfracombe in Devon stammte. Durch die Tätigkeiten seines Vaters als Vergolder und Bilderrahmenmacher und die Londoner Docks wurde der Junge beeinflusst, sodass er bei seinem Vater eine Lehre machte. Im Jahre 1826 gingen Vater und Sohn für ein Jahr in die Hafenstadt Bristol, bevor sie weiter nach Liverpool zogen. 1827 malten sie ihr erstes gemeinsames Schiffsbild. Aus der Zusammenarbeit der beiden Künstler entstanden in den nächsten sechs Jahren circa 40 Bilder. Miles Walters hörte in der Mitte der 1830er Jahre auf zu malen.
Samuel Walters stellte im Jahre 1830 in der Liverpool Academy of Arts sein erstes Gemälde mit dem Titel Dutch Boats in a Fresh Breeze aus. 1831 wurde er Mitglied der Royal Institution in Liverpool. Er wurde 1837 beigeordnetes Mitglied der Akademie und wurde Vollmitglied im Jahre 1841. Von 1842 bis 1861 stellte er regelmäßig in der Royal Academy in London aus, verlegte sogar seinen Wohnsitz in den Jahren 1845 bis 1847 nach London. In diesem Jahr kehrte er nach Liverpool zurück, um in Bootle zu leben und zu arbeiten. Seine Bilder waren so begehrt, dass er von vielen Szenen Stiche und später Lithografien anfertigen ließ.
In Liverpooler Museen hängen mehr als 10 seiner Gemälde, bzw. Werke aus der gemeinschaftlichen Arbeit mit seinem Vater. Von den 99 Gemälden, die Walters in 35 Jahren in der Akademie in Liverpool ausstellte, befinden sich heute viele in Privatbesitz.

## Zu Walters’ Werken
Nach dem großen Hurrikan am 7. und 8. Januar 1839 malte Walters mehrere Bilder mit Schiffsszenen, die Rettungsaktionen für die Passagiere der auf Sandbänken vor Liverpool aufgelaufenen Schiffe zeigen: Einmal The Loss of „Pennsylvania“, New York Packet Ship, the „Lockwoods“'Emigrant Ship, the „Saint Andrew“ Packet Ship, and „Victoria“ from Charleston near Liverpool und zweitens The „Victoria“ Steam Tug and the Magazine Life Boat Rescuing Passengers from the „Saint Andrews“ Packet Ship in the Hurricane of 8th January 1839.
1850 malte Walters eine dreiteilige Serie über eine Schiffskatastrophe des Jahres 1848 The Burning of the Ocean Monarch.
Ein Gemälde, The Ship Frankfield off Table Bay  aus der Zeit um 1850, wurde zum Beispiel 2010 bei Christie’s in London aus der Konkursmasse von Lehman Brothers versteigert.
Zwei Gemälde aus den 1860er Jahren zeigen die  Blockadebrecher Florida und Alabama. 1872 malte er den amerikanischen Klipper Lucy S. Wills bei der Vorbeifahrt an den Skerries vor der Insel Anglesey im Norden von Wales. In einem späten Werk Unloading a Stranded Ship, Bootle Bay zeigt er eine Szene aus seinem Wohnort bei Liverpool.

## Veröffentlichung
- Vier Lithographien mit Darstellung seiner Gemälde. Henry Lacey, Liverpool 1839.